# パリの自由人
「パリの自由人」（原題： Free Man in Paris）は、ジョニ・ミッチェルが作詞作曲し1974年に発表した楽曲。ローリング・ストーンの選ぶオールタイム・グレイテスト・ソング500（2004年版）では470位にランクされている。

## 概要
タイトルの "Free Man"（自由人）は、アサイラム・レコードの創立者であり、ミッチェルの親しい友人だったデヴィッド・ゲフィンのことを指している。本作品は、ミッチェル、ゲフィン、ザ・バンドのロビー・ロバートソン、ロバートソンの妻のドミニクの4人でパリを旅した際の出来事から生まれた。パリではゲフィンの名前を知る者はおらず、彼は音楽業界の重圧から解放された気持ちをミッチェルに語った。彼の言葉はそのまま歌詞に反映された。
「業界の人間はどいつもこいつも時間をくれないかと頼み込んでくる／あるいは成功を望んで俺の友だちになりたがる／でもこのパリでは俺は自由人だ／何の拘束もされず、生きている実感がする／俺に電話をかけてくる奴は一人もいない」
バッキング・ボーカルはミッチェル、デヴィッド・クロスビー、グラハム・ナッシュの3人で行われた。レコーディングがロサンゼルスのA&Mスタジオで行われていたとき、建物の別のスタジオルームにいたホセ・フェリシアーノは本作品を耳にし、参加させてもらえないかと自ら申し出た。フェリシアーノはラリー・カールトンとともにエレクトリック・ギターを演奏している。
1974年1月17日、アサイラム・レコードから発売されたアルバム『コート・アンド・スパーク』に収録。同年7月にシングルカットされる。B面は「人間模様（People's Parties）」。
同年9月28日付のビルボード・Hot 100の22位を記録した。また、イージーリスニング・チャートの2位を記録した。

## 演奏者
- ジョニ・ミッチェル - リード・ボーカル、バッキング・ボーカル、ギター
- ホセ・フェリシアーノ - エレクトリック・ギター
- ラリー・カールトン - エレクトリック・ギター
- ジム・ヒューガート - ベース[5]
- ジョン・ゲラン - ドラムズ
- トム・スコット - 木管楽器
- デヴィッド・クロスビー - バッキング・ボーカル
- グラハム・ナッシュ - バッキング・ボーカル

## その他のバージョン
- 1974年4月22日、ロンドンのニュー・ヴィクトリア・シアターで演奏したときの映像。同年11月19日、BBCの番組『The Old Grey Whistle Test』で放映された[7]。
- 1979年9月、サンタ・バーバラ・ボウルで演奏したときのライブ・バージョン。1980年9月発売のライブ・アルバム『シャドウズ・アンド・ライト』に収録された。